# Libera me
Líbera me ("Bevrijd mij") is een rooms-katholiek responsorium dat gezongen wordt in het  dodenofficie en bij de absoute, een gebed dat naast de doodskist gebeden wordt, direct na het requiem en voor de begrafenis. In de tekst van het Libera me wordt God gevraagd om genade voor de overledene tijdens de dag des oordeels. Het gezang is opgenomen in het graduale (gebedenboek) van de gregoriaanse muziek.

## Gebruik in de liturgie
De vorm van Libera me is die van een responsorium. Het wordt na afloop van de requiemmis ingezet door een cantor, die telkens een versikel (eerste regel van een vers) solo zingt; de response (antwoorden) worden gezongen door een koor. De tekst is geschreven in de eerste persoon enkelvoud, "Bevrijd mij, o Heer, van de eeuwige dood op die vreselijke dag," een bewogen tekst waarin de cantor en het koor voor de dode spreken.
Traditioneel wordt het Libera me ook gezongen op Allerzielen (2 november), wanneer de drie nocturnes van de 'metten van de doden' worden gezegd. Het negende antwoord van de metten voor de doden begint met Libera me, maar gaat verder met een andere tekst (Domine, de viis inferni, etc).
Naast de oorspronkelijke gregoriaanse vorm, is de tekst van het Libera me door veel componisten op muziek gezet, waaronder Tomás Luis de Victoria, Antonio Salieri, Anton Bruckner, Giuseppe Verdi, Gabriel Fauré, Maurice Duruflé, Igor Stravinsky, Benjamin Britten en Krzysztof Penderecki.

## Latijnse tekst en vertaling
| Libera me, Domine, de morte æterna, in die illa tremenda Quando cœli movendi sunt et terra Dum veneris iudicare saeculum per ignem. Tremens factus sum ego, et timeo, dum discussio venerit, atque ventura ira. Quando cœli movendi sunt et terra Dies illa, dies iræ, calamitatis et miseriæ, dies magna et amara valde. Dum veneris iudicare saeculum per ignem. Requiem æternam dona eis, Domine: et lux perpetua luceat eis. | Bevrijd mij, o Heer, van de eeuwige dood op die vreselijke dag, Wanneer de hemel en de aarde bewogen zullen worden, Wanneer Gij komen zult om de wereld te oordelen met vuur. Ik ben bevende gemaakt, en ik vrees, totdat het oordeel op ons is, en de komende toorn, Wanneer de hemel en de aarde bewogen zullen worden, Die dag, dag van toorn, rampen en ellende, dag van grote en uitstrekkende bitterheid. Wanneer Gij komen zult om de wereld te oordelen met vuur. Geeft hen de eeuwige rust, O Heer, en laat het voortdurende licht op hen schijnen. |

## Trivia
- De Amerikaanse band Believer heeft een nummer uitgebracht met de naam Dies Irae (Day Of Wrath) dat op het album 'Sanity Obscure' uit 1990 staat. De tekst en de muziek zijn echter afkomstig van en geïnspireerd door het Libera me.[2]